# Canvey Island
Canvey Island är en ort och civil parish i Storbritannien.   Den ligger i riksdelen England, i den sydöstra delen av landet, 50 km öster om huvudstaden London. Orten ligger på en konstgjord ö i Thames mynning. 